# Thomas-Marie-Joseph Gousset
Thomas-Marie-Joseph Gousset (nascido em Montigny-lès-Cherlieu, uma vila de Franche-Comté, em 1792; morreu em Reims em 1866) foi um cardeal e teólogo francês.
Filho de um viticultor, primeiro trabalhou no campo e só começou a estudar aos dezessete anos. Ordenado sacerdote em 1817, foi coadjutor por vários meses, sendo então encarregado de ensinar teologia moral no Grande Séminaire de Besançon. Ele manteve esta cadeira até 1830, adquirindo a reputação de um professor especialista e casuísta consumado.
Foi então reeditado com notas e dissertações as Conférences d'Angers (26 vols., 1823) e o Dictionnaire théologique de Bergier (1826), do qual publicou outra edição em 1843. Destes anos de sua cátedra datam sua clara exposição da "Doutrina de l 'Eglise sur le prêt à intérêt" (1825), "Le Code civil commenté dans ses rapports avec la théologie moral" (1827), e "Justification de la théologie du P. Liguori "(1829).
Convocado para o cargo de Vigário Geral de Besançon pelo Cardeal de Rohan, ele cumpriu as funções do cargo de 1830 a 1835. Nesta data foi nomeado bispo de Périgueux e no ano seguinte apresentou a Villemain o seu "Observations sur la liberté d'enseignement", um protesto contra o monopólio da universidade. Em 1840 foi chamado para a Arquidiocese de Reims, mas seus deveres episcopais não o impediram de realizar importantes trabalhos teológicos.
Em 1844 apareceu em francês sua "Théologie moral a l'usage des curés et des confesseurs", que teve várias edições rapidamente. Seu tratado sobre teologia dogmática (2 Vols. 1848) não teve menos sucesso. A dignidade de cardeal foi conferida a ele em 1850, e ele recebeu a igreja titular de San Callisto em 10 de abril de 1851. Em virtude da Constituição de 1852, tornou-se senador do império e, em 1858, comandante da Legião de Honra. Suas últimas obras foram "Exposition des principes de droit canonique" (1859); "Du droit de l 'Eglise touchant le possess des biens destinés au culte et la souverainté temporelle du Pape." (1862)